# Région ecclésiastique du Latium
La région ecclésiastique du Latium (en italien : Regione ecclesiastica Lazio) est l'une des seize régions ecclésiastiques que compte l'Église catholique romaine en Italie.
Cette circonscription d'une superficie de 18 384 km2 couvre la totalité de la région administrative du Latium et ses 6 098 432 habitants répartis sur 1 464 paroisses. En 2025, elle compte 2 300 religieux séculiers, 2 556 religieux réguliers et 389 diacres permanents.

## Archidiocèses, diocèses et abbayes de la région

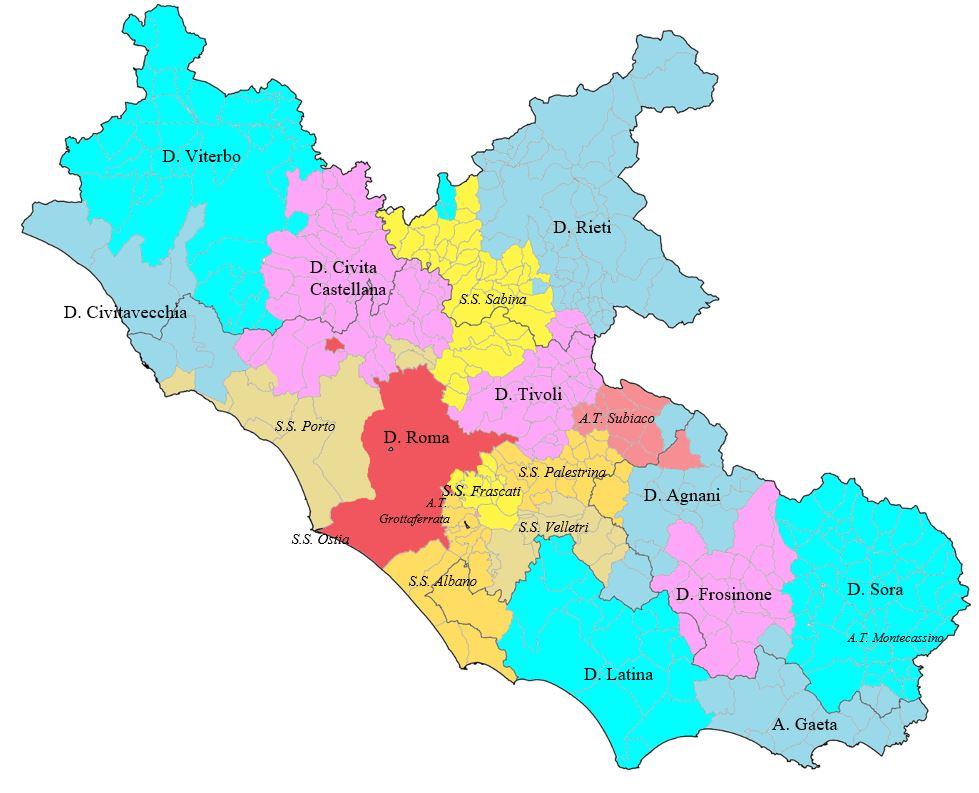
Régions ecclésiastiques et diocèses du Latium depuis 2015

Outre le diocèse de Rome et ses sept diocèses suburbicaires (Albano, Frascati, Palestrina, Porto-Santa Rufina, Sabina-Poggio Mirteto, Velletri-Segni et Ostie), la région compte un archidiocèse, neuf diocèses et trois abbayes territoriales tous dépendants directement du Saint-Siège :
- Archidiocèse de Gaète
- Diocèse d'Anagni-Alatri
- Diocèse de Civita Castellana
- Diocèse de Civitavecchia-Tarquinia
- Diocèse de Frosinone-Veroli-Ferentino
- Diocèse de Latina-Terracina-Sezze-Priverno
- Diocèse de Rieti
- Diocèse de Sora-Cassino-Aquino-Pontecorvo
- Diocèse de Tivoli
- Diocèse de Viterbe
- Abbaye territoriale de Sainte Marie de Grottaferrata
- Abbaye territoriale du Mont-Cassin
- Abbaye territoriale de Subiaco

### Articles liés
- Église catholique en Italie
- Liste des diocèses et archidiocèses d'Italie